# Lendvajakabfa
Lendvajakabfa là một thị trấn thuộc hạt Zala, Hungary. Thị trấn này có diện tích 6,18 km², dân số năm 2010 là 28 người, mật độ 5 người/km².